# Álomőrzők
Az Álomőrzők (eredeti cím: Dream Defenders) amerikai–szingapúri televíziós 3D-s számítógépes animációs sorozat, amelyet Dominic Chang rendezett. Magyarországon a Megamax adta.

## Ismertető
A főhősök, Zane és Zoey, akik ikrek. Az ikerpár a valós világ és az álomvilág rémei közt a legutolsó védelem vonala. Az álmok világának a kegyetlen ura arra törekszik, hogy a rémálmok megvalósuljanak és olyannal próbál fenyegetőzni, hogy átvegye a hatalmi irányítást. Csak az ikerpár a zseniális számítógépjükkel Zeus-sal együtt képes arra, hogy útját állja a gonosz terveinek.

## Szereplők
- Zane (Molnár Ilona) – Fiú, aki Zoey ikerpárja és vele együtt megpróbálja útját állni a rémálmok uralkodójának.
- Zoey (Kisfalusi Lehel) – Lány, aki Zane ikerpárja és vele együtt megpróbálja útját állni a rémálmok uralkodójának.
- Zeus – Zane és Zoey szuper számítógépje, aki segít az ikreknek, hogy legyőzzék a rémálmok uralkodóját.

További magyar hangok: Kerekes József, Kökényessy Ági, Berkes Bence, Gubányi György, Szokol Péter, Bolla Róbert

## Epizódok
1. Süti vagy nem süti (Food Fight)
2. Joo bácsi mozija (Lights! Comers! Traction!)
3. Nincs kifogás (I walked with a Teacher)
4. Az igazi világkirály (Game Ovi)
5. Ted a bajnok (On The Ball)
6. Zeusz, Héra, Daidalosz (Wanted: Daldelus or Alive)
7. Álom laptop kerestetik (The Back – up Plan)
8. Felcserélt testek (The Fever Inside Me)
9. A művészet ereje (The Art of Icela)
10. A gondolat kivetítő sisak (Neither Here Nor There)
11. Patel összekapja magát (Patel Mans Up)
12. Meridian királynője (The Queen of Meridian)
13. Gyermelélek (The wind of A Child)
14. Zane közlegény megmentése (Saing Private Zane)
15. ? (Fears of a Clown)
16. Drámai fordulat (Drama Queen)
17. Nedd és Drull 2.0 (Nedd and Drull 2.0)
18. Az iskola réme (Big man on Campus)
19. Félelem nélkül (Fearless)
20. ? (Hi, Devel)
21. ? (Familly Business)
22. Kezdetek 1. rész (M.I.S.Tery-Part One)
23. Icela áttörése (Icela Breaks Through)
24. A 80-as évek szelleme (Dacing With The 80s)
25. Kezdetek 2. rész (M.I.S.Tery-Part Two)
26. Kezdetek 3. rész (M.I.S.Tery-Part Three)